# Scyllarus planorbis
Scyllarus planorbis är en kräftdjursart som beskrevs av Lipke Bijdeley Holthuis 1969. Scyllarus planorbis ingår i släktet Scyllarus och familjen Scyllaridae. IUCN kategoriserar arten globalt som otillräckligt studerad. Inga underarter finns listade i Catalogue of Life.